# Heterocyst
Heterocyster är specialiserade kvävefixerande celler som bildas under kvävesvältning av vissa filamentösa (trådformiga) cyanobakterier, som Nostoc, Cylindrospermum och Anabaena. De fixerar kväve från dikväve (N2 ) i luften med hjälp av enzymet nitrogenas, för att förse cellerna i filamentet med kväve för biosyntes.

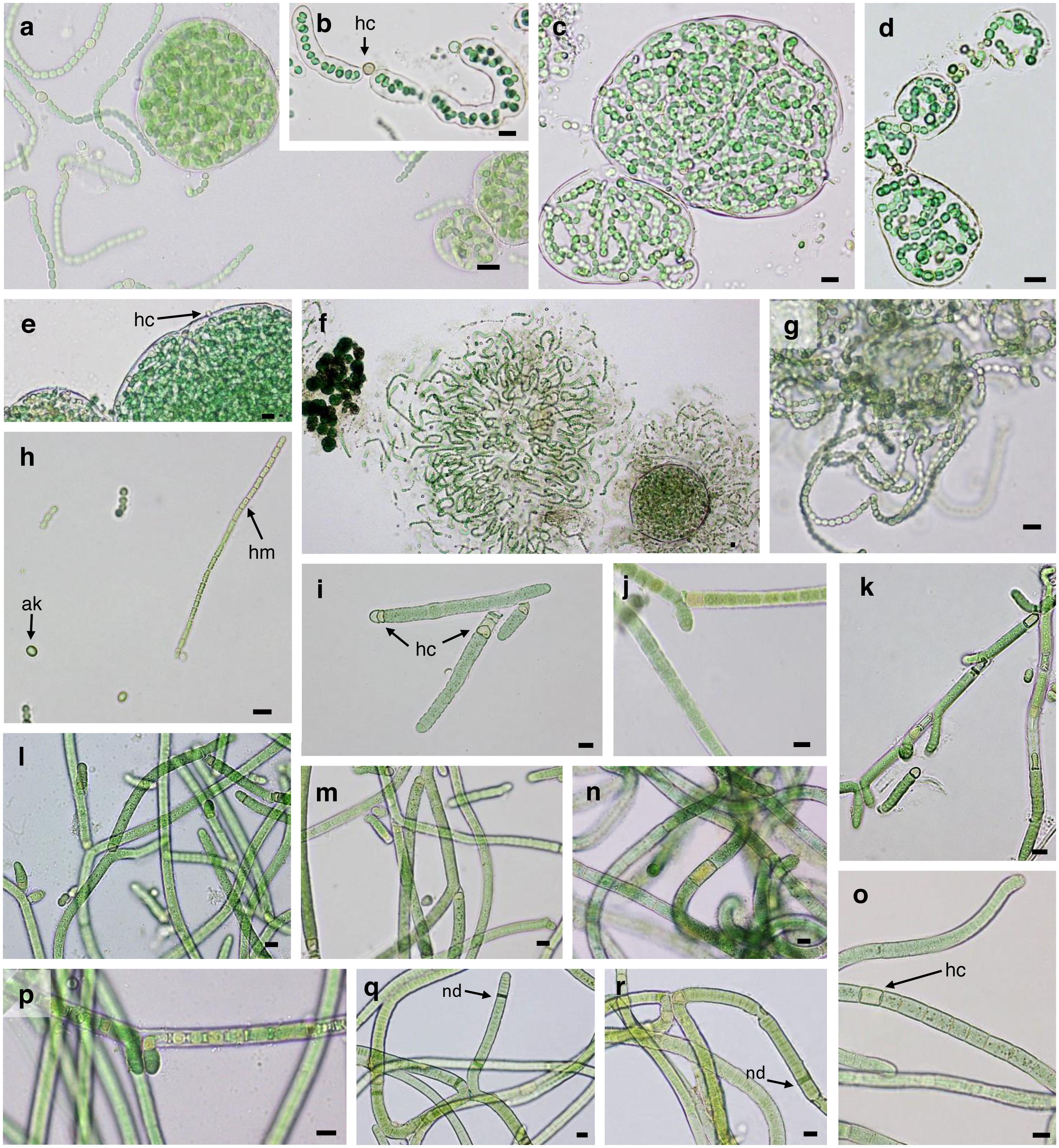
Mikrofoton av heterocystous cyanobacteria
A–F: Nostoc commune G–H: Nostoc calcicola
I–M: Tolypothrix distorta N–R: Scytonema hyalinum
Skalstreck = 10 μm. Förkortningar: hc - heterocyst, ak - akinete, hm - hormogonium, nd - necridia

Då det råder underskott på bundet, atmosfäriskt kväve (N2) i omgivningen bildas heterocysterna som fixerar kvävet genom att producera enzymet nitrogenas. Detta protein inaktiveras dock av syre vilket gör att heterocysterna måste skapa en mikroanaerobisk miljö. Hos heterocyster är därför den syrealstrande delen av fotosyntesen (fotosystem II) som finns hos vegetativa celler avaktiverad. Detta gör att heterocysterna måste förses med bundet kol i form av kolhydrater (vanligen sackaros) av omgivande vegetativa celler. Heterocysternas fotosystem I är dock aktivt vilket gör att de kan dels andas, dels kan garantera nitrogenas stora energibehov genom att producera ATP genom cyklisk fotofosforylering (en process som varken skapar syre eller NADPH).
Ett ytterligare bidrag till den syrefria miljön är heterocysternas tjocka och hydrofoba cellväggar. De består av glykolipid och polysackarider och deras tjocklek anpassas till omgivningens syrehalt. När en heterocyst bildats kan den inte ombildas tillbaka till en vegetativ cell och hela processen är alltså en sorts apoptos. I symbios med vissa växter kan bakterier istället för att reagera på omgivande kvävehalt reagera på signaler från växten. Omkring 60 procent av cellerna kan bli heterocyster som förser växten med kväve. 

## Genuttryck

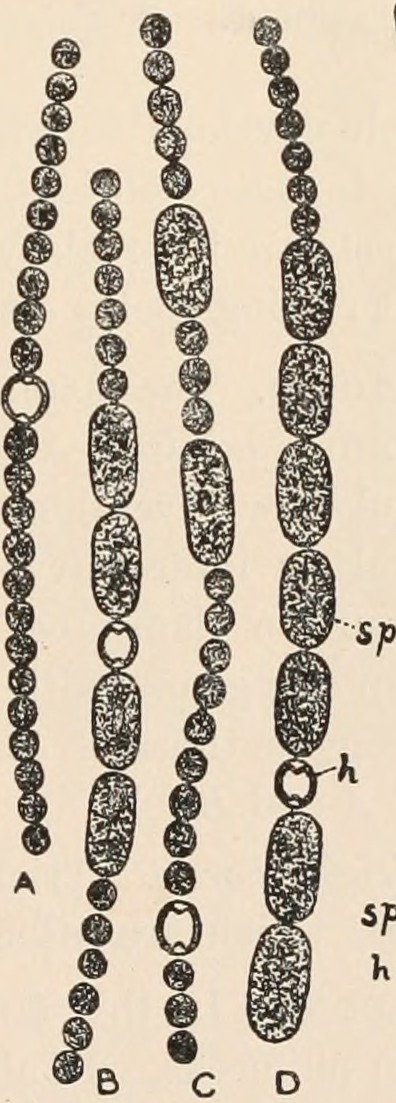
Illustration av Anabaena inaequalis, där heterocyster är märkta med bokstaven h

I miljöer med låg kvävehalt triggas heterocystdifferentiering av den transkriptionella regulatorn NtcA. NtcA påverkar heterocystdifferentiering genom att signalera proteiner som är involverade i processen för heterocystdifferentiering. Till exempel kontrollerar NtcA uttrycket av flera gener inklusive HetR som är avgörande för differentiering av heterocyst. Det är avgörande eftersom det uppreglerar andra gener som hetR, patS, hepA genom att binda till deras promotor och därmed fungera som en transkriptionsfaktor. Det är också värt att notera att uttrycket av ntcA och HetR är beroende av varandra och deras närvaro främjar differentiering av heterocyst även i närvaro av kväve. Det har också nyligen visat sig att andra gener såsom PatA, hetP reglerar differentiering av heterocyst. PatA mönstrar heterocysterna längs filamenten, och det är också viktigt för celldelning. PatS påverkar heterocystmönstringen genom att hämma heterocystdifferentiering när en grupp differentierande celler samlas för att bilda en pro-heterocyst (omogen heterocyst). Heterocystunderhåll är beroende av ett enzym som kallas hetN. Heterocystbildning hämmas av närvaron av en fixerad kvävekälla, som ammonium eller nitrat.

## Heterocystbildning
Följande sekvenser äger rum vid bildning av heterocyster från en vegetativ cell:
- Cellen förstoras.
- Granulära inneslutningar minskar.
- Fotosyntetisk lamell omorienterar.
- Väggen blir slutligen treskiktad. Dessa tre lager utvecklas utanför cellens yttre lager.
  - Mellanskiktet är homogent.
  - Det inre lagret är laminerat.
- Den åldrande heterocysten genomgår vakuolering och bryts slutligen av från filamentet och orsakar fragmentering. Dessa fragment kallas hormogonia (singularis: hormogonium) och genomgår asexuell reproduktion.

Cyanobakterierna som bildar heterocyster delas in i ordningarna Nostocales och Stigonematales, som bildar enkla respektive förgrenade filament. Tillsammans bildar de en monofyletisk grupp, med mycket låg genetisk variation.

## Symbiotiska relationer
Bakterierna kan också komma in i ett symbiotiskt förhållande med vissa växter. I ett sådant förhållande svarar bakterierna inte på tillgången på kväve, utan på signaler som produceras av växten för differentiering av heterocyst. Upp till 60 procent av cellerna kan bli heterocyster, vilket ger fixerat kväve till växten i utbyte mot fixerat kol. Signalen som produceras av växten och det stadium av heterocystdifferentiering den påverkar är okänd. Förmodligen verkar den symbiotiska signalen som genereras av växten före NtcA-aktivering eftersom hetR krävs för symbiotisk heterocystdifferentiering. För den symbiotiska förbindelsen med växten behövs ntcA eftersom bakterierna med muterad ntcA inte kan infektera växter.

### Anabaena-Azolla
Ett anmärkningsvärt symbiotiskt förhållande råder mellan Anabaena cyanobakterier och Azolla-växter. Anabaena finns på stjälkarna och i bladen av dessa. Azolla-växten genomgår fotosyntes och tillhandahåller fixerat kol för Anabaena att använda som energikälla för dinitrogenaser i heterocystcellerna. I gengäld kan heterocysterna förse de vegetativa cellerna och Azolla-växten med fixerat kväve i form av ammoniak som stödjer tillväxten av båda organismerna. 
Detta symbiotiska förhållande utnyttjas i jordbruket. I Asien används Azolla-växter som innehåller Anabaena-arter som biogödsel där kvävet är begränsandeg såväl som i djurfoder. Olika stammar av Azolla-Anabaena är lämpade för olika miljöer och kan leda till skillnader i växtproduktion. Risgrödor som odlats med Azolla-Anabaena som biogödsel har visat sig resultera i en mycket större kvantitet och högre kvalitet på produkterna jämfört med grödor utan cyanobakterierna. Azolla-Anabaena-växter odlas före och efter att risgrödor har planterats. När Azolla-Anabaena-växterna växer, ackumulerar de fixerat kväve på grund av verkan av nitrogenasenzymer och organiskt kol från fotosyntesen av Azolla-växterna och Anabaenas vegetativa celler. När Azolla-Anabaena-växterna dör och sönderfaller frigör de stora mängder fixerat kväve, fosfor, organiskt kol och många andra näringsämnen i jorden, vilket ger en rik miljö som är idealisk för odling av risgrödor.
Relationen Anabaena - Azolla har också utforskats som en möjlig metod för att avlägsna föroreningar från miljön, en process som kallas fytoremediation. Anabaena sp. har tillsammans med Azolla caroliniana visat sig vara framgångsrika när det gäller att ta bort uran, en giftig förorening som orsakas av gruvdrift, liksom tungmetallerna kvicksilver (II), krom(III) och krom(VI) från förorenat avloppsvatten.

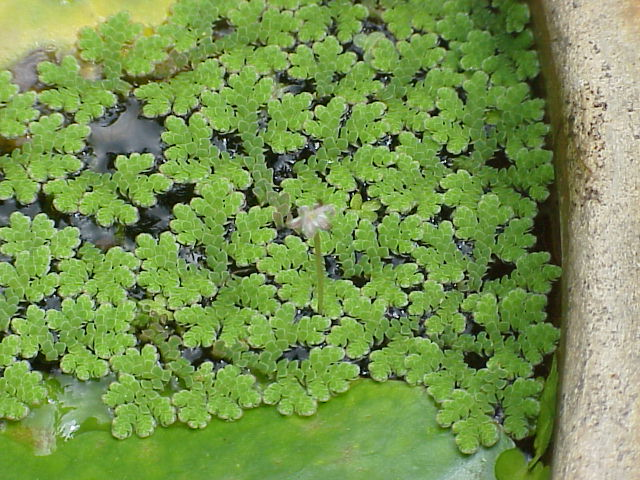
Azolla caroliniana-växt
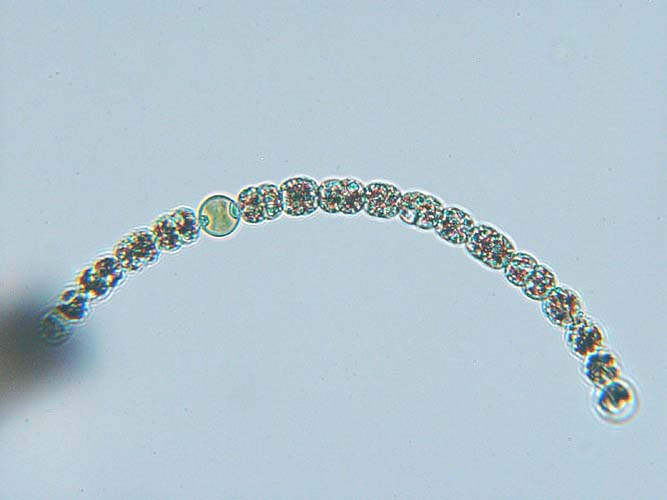
Anabaena circinalis-filament
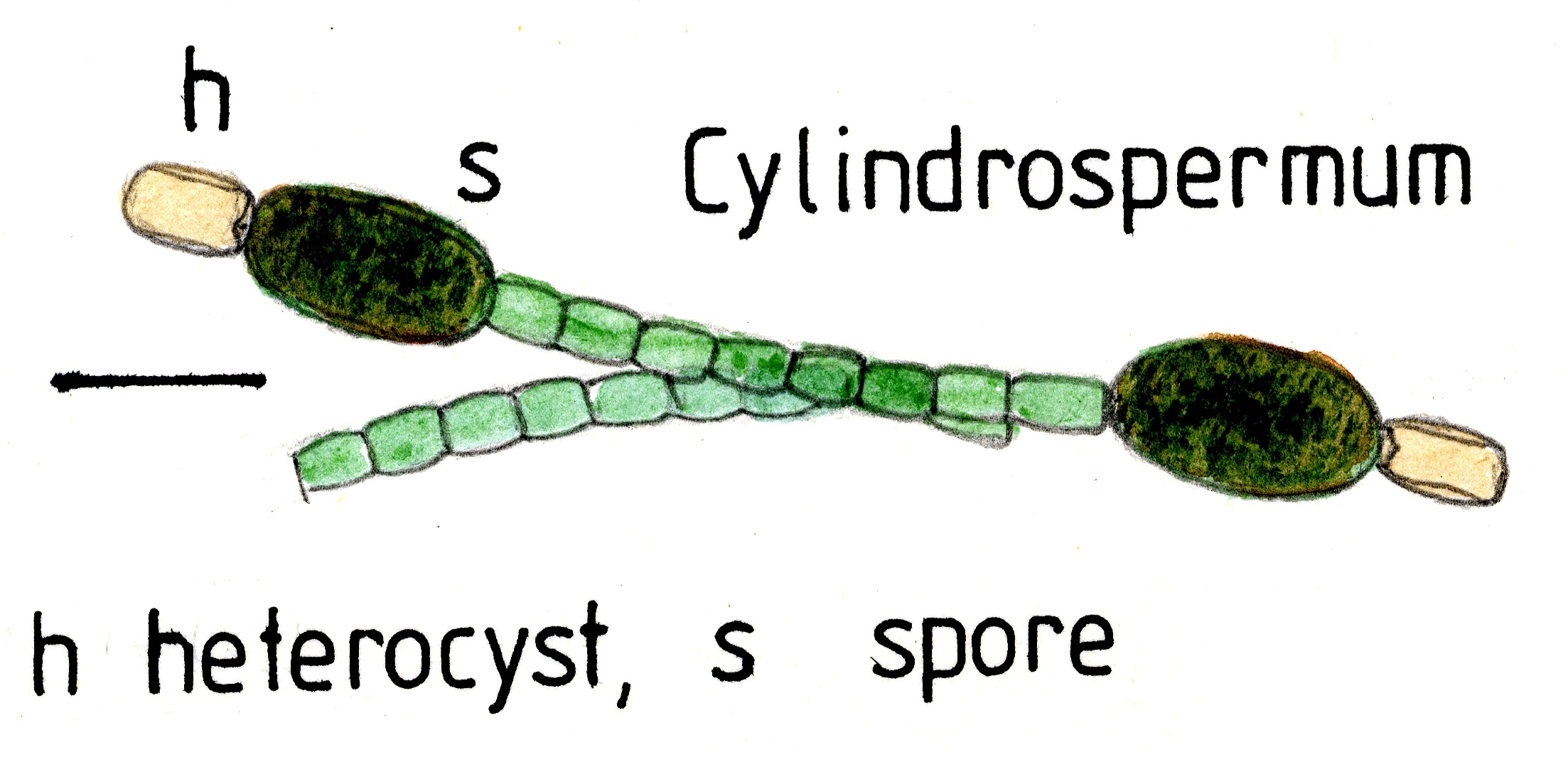
Cylindrospermum-filament